# 輻射劑量計
辐射剂量计是一种测量電離輻射剂量的设备。人們可以將輻射劑量計戴在身上，並且該設備會记录下人體所吸收的辐射剂量。一旦累积剂量超額，輻射劑量計就會發出警报。